# 민중총궐기 투쟁본부
민중총궐기 투쟁본부는 대한민국의 민중총궐기를 주최하는 단체이다. 

## 구성
민중총궐기 투쟁본부는 민주노총이 주도하고 있으며 총 53개의 단체로 결성되었다. 이 중 일부단체는 법령에 의해 이적단체로 지정된 단체와 통합진보당 해산 반대본부에 소속되었던 단체도 있다.
- 구속노동자후원회
- 노동자계급정당추진위
- 노동자연대
- 민권연대
- 민주주의 자주통일 대학생 협의회(민대협)
- 민주수호공안탄압대책회의
- 민주주의국민행동
- 민주화를위한전국교수협의회
- 민중의힘
- 변혁재장전
- 보건의료단체연합
- 빈곤사회연대
- 빈민해방실천연대
- 사회진보연대
- 알바노조
- 용산참사진상규명위원회
- 장그래운동본부
- 전국민주노동조합총연맹
- 전국불안정노동철폐연대
- 전국장애인차별철폐연대
- 전국학생행진
- 전태일을따르는사이버노동대학
- 전태일재단
- 천주교인권위원회
- 청년유니온
- 청년좌파
- 청년하다
- 평등교육실현을위한전국학부모회
- 평화와통일을여는사람들
- 행동하는 성소수자 인권연대
- 유가협
- 계승연대
- 통일의길
- 노동전선
- 부정선거진상규명시민모임
- 법령에 의해 이적단체로 지정된 단체이면서 통합진보당 해산 반대본부에 소속되었던 단체
  - 민족자주평화통일중앙회의
  - 조국통일범민족연합 남측본부
- 통합진보당 해산 반대본부에 소속되었던 단체 중에서 이적단체로 지정되지 않은 단체
  - 노동사회과학연구소
  - 21C한국대학생연합
  - 민주노동자전국회의
  - 민주화실천가족운동협의회
  - 사월혁명회
  - 민가협양심수후원회
  - 전국농민회총연맹
  - 전국빈민연합
  - 전국여성농민회총연합
  - 전국여성연대
  - 추모연대
  - 통일광장
  - 평화재향군인회